# Caroline Chepkwony
Caroline Jepchirchir Chepkwony (née le 27 avril 1985 dans le district de Nandi) est une athlète kényane spécialiste des courses de fond.

## Biographie

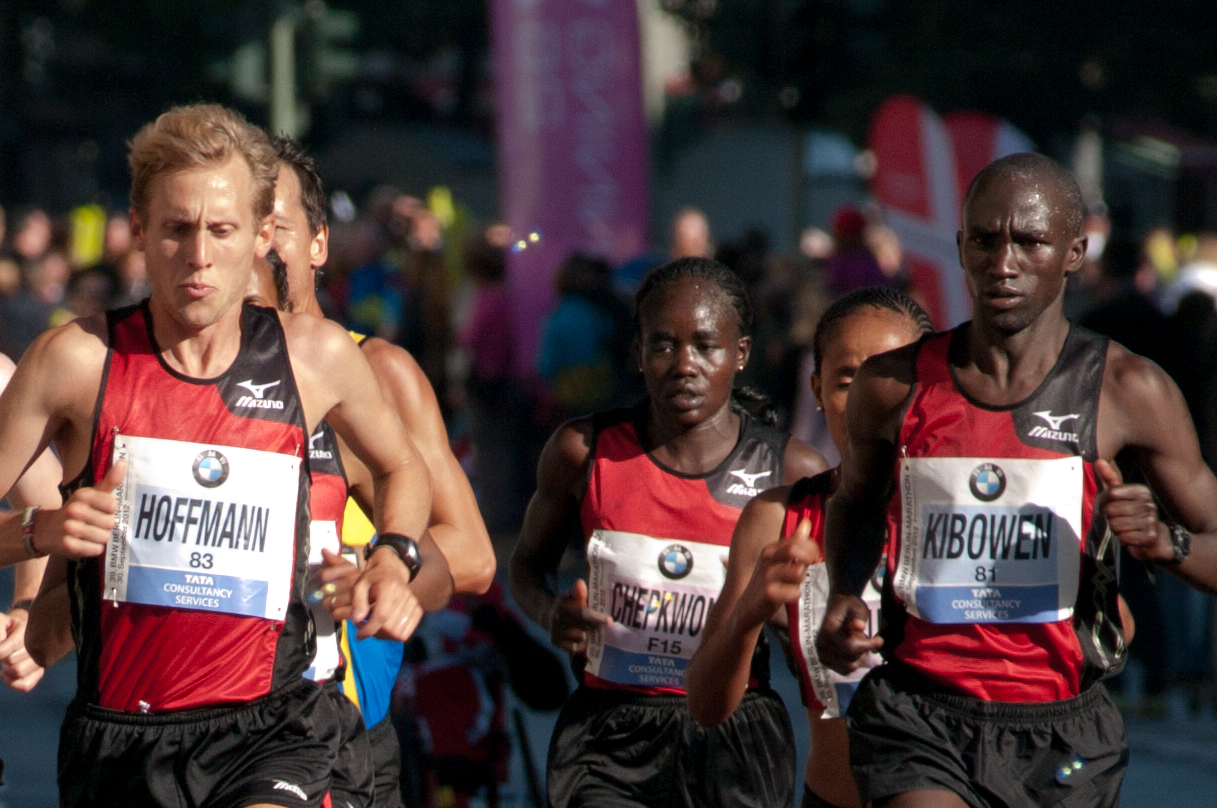
Caroline Chepkwony (au centre) lors du marathon de Berlin 2012.

Sa date de naissance officielle est le 27 avril 1985 pour l'Association internationale des fédérations d'athlétisme (IAAF) . D'autres sources mentionnent sa date de naissance comme le 18 avril 1984.
Elle commence sa carrière en tant que coureuse sur piste et est finaliste aux Championnats d'Afrique juniors d'athlétisme en 2001. Elle remporte la médaille de bronze sur 800 mètres aux Championnats d'Afrique d'athlétisme 2004. Elle représente le Kenya aux Jeux du Commonwealth de 2006 et aux Jeux africains de 2007.
À partir de 2007, elle se concentre davantage sur les courses sur route allemandes, françaises et suisses. Elle remporte deux fois le semi-marathon de Hambourg et une fois le BIG 25 Berlin en 2012 en 1 h 22 min 56 s.

## Palmarès
| Année | Compétition            | Lieu     | Résultat | Épreuve          |
| ----- | ---------------------- | -------- | -------- | ---------------- |
| 2006  | Corrida bulloise       | Bulle    | 1re      | Course populaire |
| 2006  | Course urbaine de Bâle | Bâle     | 1re      | Course populaire |
| 2006  | Course de l'Escalade   | Genève   | 1re      | Course populaire |
| 2009  | Course de l'Escalade   | Genève   | 1re      | Course populaire |
| 2011  | Course de Chiètres     | Chiètres | 1re      | 15 kilomètres    |
| 2011  | Course Titzé de Noël   | Sion     | 1re      | Course populaire |
| 2012  | Course de Chiètres     | Chiètres | 1re      | 15 kilomètres    |
| 2012  | BIG 25 Berlin          | Berlin   | 1re      | 25 kilomètres    |
| 2012  | Course Titzé de Noël   | Sion     | 1re      | Course populaire |

## Records
| Épreuve         | Performance     | Date | Lieu |
| --------------- | --------------- | ---- | ---- |
| 800 m           | 2 min 03 s 6    | 2005 | ?    |
| 1 000 m         | 2 min 43 s 96   | 2005 | ?    |
| 1 500 m         | 4 min 24 s 35   | 2007 | ?    |
| 3 000 m steeple | 10 min 05 s 6   | 2013 | ?    |
| 5 000 m         | 16 min 23 s 77  | 2001 | ?    |
| 10 kilomètres   | 32 min 32 s     | 2012 | ?    |
| Semi-marathon   | 1 h 08 min 36 s | 2012 | ?    |
| Marathon        | 2 h 27 min 27 s | 2013 | ?    |